# خیانت عاطفی
خیانت عاطفی (به انگلیسی: Emotional affair)، خیانتی است که در آن یکی از زوجین از نظر احساسی به شخص دیگری غیر از همسر خود علاقه‌مند می‌شود. فرد از صحبت‌کردن با شخص دوم لذت می‌برد و تمایل دارد که اوقات فراغت خود را هم با او بگذراند.

## بهانه‌های افراد مبتلا
اغلب افرادی که دچار خیانت‌های عاطفی شده‌اند فرار از خانه و خانواده را به علت کمبود محبت‌های عاطفی، نق‌زدن‌های دائمی یا نزاع و مجادله‌ها می‌نامند.

## علل و عوامل گرایش به خیانت
دعوا و بحث‌های طولانی؛ دستیابی به موقعیت‌های اجتماعی بالاتر، تنوع در به دست آوردن جذابیت‌های جنسی، ضعف مبانی اخلاقی، ازدواج‌های ناهمگون و اجباری، ارضانشدن سالم نیازهای جنسی در نهاد خانواده برخی از عوامل خیانت محسوب می‌شوند.